# 劉曄
劉 曄（りゅう よう、建寧4年（171年） - 青龍2年（234年））は、中国、後漢末から三国時代にかけての政治家。魏の重臣。家系は劉氏。字は子揚。揚州阜陵国成徳県（現在の安徽省淮南市寿県）の人。後漢の光武帝の庶子である阜陵質王・劉延の子孫に当たり、王族系の名門の出身であった。成徳侯・劉普の次子。劉渙の同母弟。子に劉寓、劉陶。同族に幽州牧の劉虞がいる。

## 生涯
7歳の時に母の脩が病で亡くなった。臨終前の母は「あなたの父の近侍の一人は悪質な奸臣だから、あなたが成人したら彼を取り除く（＝殺害する）ように」という遺言を残していた。劉曄は13歳になった時、生母の遺言に従い、その奸臣を誅殺しようと同母兄の劉渙に相談したが、劉渙は受け容れなかった。そのため劉曄は一人で奸臣を殺害した。これを知った劉渙は弟を非難したが、父の劉普はこれを抑え、劉曄の気持ちを察し、彼を咎めなかったという。このことによって、彼は許劭（許子将）から冷静沈着で豪胆な人物だと評された。
揚州で大きな勢力を誇っていた鄭宝は住民を追い立てて長江南岸へ渡ろうと計画していたが、劉曄が高貴な家柄なので、劉曄をこの計画の首謀者に祭り上げようとした。劉曄は親友の魯粛に鄭宝の危険性を手紙で知らされていたこともあり、誘いに応じず、かえって劉曄は鄭宝を酒宴に招き、自らの手で斬り捨てその軍勢を手に入れることに成功した。なお、鄭宝については、魏書の劉曄伝と呉書の魯粛伝とでは説明が食い違う部分があるが、ここでは魏書の伝えるところによった。
劉曄はその軍勢を廬江太守の劉勲にあずけた。劉勲が孫策と敵対した際は孫策の調略を看破したものの、劉勲はそれを無視したため敗れた。その後、曹操が寿春の陳策（陳蘭か）討伐に出陣し揚州の人材を募った際に蔣済や胡質と共に仕え、参謀として数々の献策をおこなう。この戦役ののちに帰還した曹操から招かれて司空倉曹掾となった。
曹操が張魯を討伐すると、劉曄は主簿に転じた。漢中の地形は険しく、食料が欠乏したので撤退しようとしたが、劉曄は戦い続ければ勝算があり、今撤退すれば追撃をうけ損害を被ると見て、曹操に戦いを続けるよう進言した。曹操は劉曄の進言に従い戦いを続け、張魯は敗走し漢中は平定された（陽平関の戦い）。漢中平定後、劉曄は司馬懿とともに、この勢いに乗じて劉備が支配して間もない益州に侵攻するよう曹操に進言したが、この意見は却下されている。
曹丕の時代に入ると関内侯に封じられ侍中に昇進した。
蜀将の孟達が降伏してきた際、曹丕はこれを厚遇したが、劉曄は孟達の忠義心の薄さを指摘してこれを諌めている。
曹丕は聞き入れなかったが、後に劉曄の予想通り孟達は裏切った。
関羽の敗死後、曹丕は群臣に劉備が呉に報復をするかどうか下問した事があった。
世論は「蜀は小国で、名将と言えば関羽のみ。その関羽と多くの兵が失われた今、蜀に戦う力は無い」として、これを否定していた。しかし劉曄のみは「蜀が小国であるからこそ、劉備は国内に武勇を示さねばならず、親子の同然の関係である関羽を殺されて復讐しないのでは、その誓いを全う出来ない」と述べ、必ず報復をおこなうと見ていた。
果たして劉備は呉に攻め込み、呉は魏に対して臣従を誓う使者を派遣した。
群臣はこれを祝賀したが、劉曄は「呉は外圧を受けて切羽詰って使者を派遣してきただけで、とても信用できるものではありません。呉の困窮に乗じてこれを討つべきであり、この機を逃せば数代に渡る患いを残す事になります」と進言したが、劉曄の言葉通り呉は劉備を退けた後、魏に叛いた。
曹叡の代にも謀臣として重用された。曹叡が即位して間もない頃、劉曄のみが謁見を許され、連日曹叡に召し出され夜更けまで政論を語り合ったという。劉曄は初めて曹叡に謁見した際、他の廷臣にその人となりを尋ねられた時、「始皇帝や漢の武帝の風を持つが、この二人には僅かに及ばない」と述べている。
傅玄の『傅子』によると、曹叡が蜀の討伐を計画したとき、劉曄は参内してそれに賛意を示した。ところが退出してからは群臣に対して討伐に反対することを表明した。これを知った曹叡は疑問に思い、劉曄を召し出しその理由を尋ねたが、劉曄は何も答えなかった。後に一人で拝謁した劉曄は曹叡に「他国討伐は重大なる計画でございます。計画が実行されるまではその秘密を簡単に漏らしてはなりませぬ」と説き、国家機密の重要性を曹叡に諭している。
以降も東亭侯に封じられ太中大夫、大鴻臚を歴任し、後に死去。諡は景侯。
『傅子』によると、劉曄はその晩年曹叡に疎まれ、孤独感に陥ったあまり、発狂して死んだという。彼は上記の逸話に見られるように、自分の心情を固く秘めておく人であった。劉曄を嫌っていたある重臣が劉曄を讒言して曹叡に「劉曄は陛下の意をうかがいそれに迎合する不忠者です。試しに彼に対して陛下のお考えと反対のお言葉を仰ってくださいませ。もし劉曄が反対するようでしたら、陛下の意にかなっているといえるでしょう。もし賛成するならば、劉曄の考えは明らかになるというものです」と進言した。曹叡がその重臣の進言通りに試してみると、果たして劉曄はその重臣の話した通りに接したので、それ以降、曹叡は劉曄を信用しなくなったという。
子の劉陶は曹爽に与し、曹爽が失脚すると左遷された。最期は毌丘倹征伐に際し、受け答えがはっきりしなかったことを理由に司馬師に殺害されている（干宝『晋紀』より）。

## 三国志演義
小説『三国志演義』においては、字は子陽。郭嘉の勧めにより史実より早い時点で曹操に仕えたことにされている。また、魯粛の友人の劉子揚という人物が劉曄とは別に登場し、鄭宝との出来事は呉書の記述に沿った内容で劉子揚が正史の劉曄の役割を担っており、劉曄と魯粛が友人関係であったことは『演義』では触れられない。官渡の戦いの際に霹靂車を発案している。

## 宗族

### 父
- 劉普

### 母
- 脩

### 兄
- 劉渙

### 子
- 劉寓
- 劉陶